# Scott Thurston
Scott Thurston (né en 1952) est un bassiste de rock américain connu pour avoir fait partie de The Stooges.

## Biographie
Scott Thurston a grandi à Medford, dans l'Oregon. Il a commencé comme musicien de session. Il a joué avec Jackson Browne (1986 à 1998), The Cult (1991), Melissa Etheridge, Glenn Frey, Hokus Pokus, Iggy Pop et The Stooges (dans le cadre du groupe de 1973 à 1974, et des enregistrements avec Iggy Pop en 1975 , 1977 et 1979), Nils Lofgren, The Motels, Ron Asheton, The New Order, Bonnie Raitt, et John Trudell. Thurston est devenu plus tard un compositeur professionnel, il a composé pour Jackson Browne, Iggy Pop et The Motels.
En 1991, Scott Thurston rejoint Tom Petty & The Heartbreakers  pour la tournée qui suit la sortie de l'album Into The Great Wide Open, et n'a plus quitté le groupe depuis.  Il est le multi-instrumentiste des Heartbreakers, joue aussi bien de la guitare acoustique qu'électrique, de la guitare lap steel, du ukulélé, de l'harmonica, du claviers, et depuis qu'Howie Epstein a quitté les Heartbreakers en 2002, Scott Thurston assure les parties vocales derrière Tom Petty.